# Petrivka-Romenska
Petrivka-Romenska (ucraniano: Петрі́вка-Роме́нська) es un municipio rural y pueblo de Ucrania perteneciente al raión de Mýrhorod de la óblast de Poltava.
En 2020, el municipio tenía una población de unos cuatro mil quinientos habitantes, de los que unos tres mil vivían en el propio pueblo de Petrivka-Romenska y el resto repartidos en nueve pedanías. El municipio se formó en 2017 mediante la fusión de los consejos rurales de Petrivka-Romenska, Berézova Luká, Ruchky y Seredniaký. Además de estos cuatro pueblos, pertenecen al actual municipio otros seis: Lyjopilia, Meleshky, Baliasne, Veneslávivka, Vetjálivka y Konoválove.
Se ubica unos 10 km al oeste de Hádiach, al sur de la carretera T1705 que lleva a Zavodské. Al norte de la carretera se ubica el vecino pueblo de Sérhiyivka, con el que Petrivka-Romenska forma una conurbación. Junto al casco urbano fluye el río Jorol.

## Historia
Se conoce la existencia del pueblo en documentos desde el siglo XVII, aunque en su origen solamente se denominaba "Petrivka". En el siglo XVIII pertenecía al regimiento cosaco de Hádiach. Luego de la disolución del Hetmanato cosaco, en 1781 pasó a formar parte del uyezd de Hádiach, que en el siglo XIX se integró en la gobernación de Poltava. Dentro del uyezd, perteneció a la vólost de Sérhiyivka, hasta que a finales del siglo XIX se formó la vólost de Petrivka. Era una pequeña localidad rural de menos de mil habitantes, hasta que en la década de 1890 se abrió aquí una estación en la línea de ferrocarril de Hádiach a Lójvytsia. La RSS de Ucrania estableció aquí la sede de un raión entre 1923 y 1930, y posteriormente entre 1935 y 1957; al crearse el raión por segunda vez, se cambió el nombre a "Petrivka-Romenska", en referencia a su cercanía a Romný. Antes de la creación del actual municipio en 2017, Petrivka-Romenska era sede de un consejo rural en el raión de Hádiach, que únicamente incluía como pedanías a Baliasne y Veneslávivka.